# Anxiété de séparation
 Mise en garde médicale
L’anxiété de séparation est une inquiétude excessive qui survient chez des enfants séparés de leurs parents. Il s'agit probablement d'un des plus anciens diagnostics de trouble anxieux chez l'enfant. 

## Prévalence
Un des plus fréquents des troubles anxieux, on considère qu'il se développe chez 4 % des enfants et adolescents à partir de 6-7 ans. Selon les critères retenus pour définir la maladie et les populations étudiées, la prévalence peut varier de 1,7 à 9,4 %,.

## Diagnostic de l'anxiété de séparation
Il est marqué par une anxiété excessive et inappropriée qu'on retrouve chez l'enfant arrivant à ce stade de développement où il doit quitter la maison et se séparer des personnes auxquelles il est attaché (généralement les parents). Pour que soit établi un diagnostic d'anxiété de séparation, l'enfant doit manifester trois des huit symptômes suivants :
- détresse excessive dans les situations où il y a séparation d'avec les personnes auxquelles l'enfant est attaché, que ces situations soient réelles ou anticipées ;
- crainte excessive et persistante reliée à la disparition de l'une ou des principales figures d'attachement ;
- crainte excessive et persistante d'un événement malheureux qui sépare l'enfant de ses principales figures d'attachement ;
- réticence persistante ou refus d'aller à l'école à cause de cette peur de la séparation ;
- réticence excessive à rester seul à la maison ou à aller seul, sans une personne de confiance, dans d'autres environnements ou lieux ;
- refus d'aller dormir sans être proche d'une de ses principales figures d'attachement ;
- cauchemars récurrents portant sur des thèmes de séparation ;
- plaintes somatiques répétées lors des séparations d'avec les personnes auxquelles l'enfant est attaché.

## Anxiété de séparation et trouble de l'anxiété
Pour pouvoir donner à cette anxiété de séparation le nom de « trouble anxieux », il faut que ce trouble dure depuis au moins quatre semaines et qu'il entraîne une détresse significative ou une altération du fonctionnement social et notamment scolaire.